# Попов, Всеволод Михайлович
Все́волод Миха́йлович Попо́в (6 июня 1907, Москва, Российская империя — 12 марта 1988, Москва, СССР) — советский киносценарист документального и научно-популярного кино, редактор Главного управления кинохроники и ЦСДФ в годы Великой Отечественной войны.

## Биография
Родился в Москве в семье служащих. После окончания в 1924 году Советской трудовой школы № 5 учился в Государственном электромашиностроительном институте. Работал арматурщиком на стройке фабрики «Мосполиграф», шофёром, электромонтёром, в период 1927—1928 годов — старшим рабочим дорожного управления Ленско-Витимского горного округа Сибирского края.
Владея иностранными языками, с 1927 года занимался переводами для журналов «Знание — сила», «Советский экран», газеты «Кино», сотрудничал с издательством «Теакинопечать».
В 1928—1929 годах учился на «брюсовских» Высших государственных литературных курсах, по окончании которых по январь 1930 года был внештатным сотрудником в Госмедиздате. С февраля того же года — референт по тематическому плану художественно-производственного отделения «Совкино». С ноября 1930 года — в объединении «Союзкино» (с 1933 года — ГУКФ при СНК СССР), сперва на литературной работе в отделении проката, с февраля 1931 года — консультантом группы тематического планирования в художественно-производственном отделе, инспектором по хроникальным фильмам, инспектором по закавказскому региону, а также помощником секретаря. С февраля 1935 года назначен заведующим сценарного отдела Госкинопрома Грузии (Тифлисская киностудия).
В период с марта 1936 года по март 1937 — редактор сценарного отдела киностудии «Мосфильм», после редактор на киностудии «Мостехфильм», а также сценарист научно-популярного кино. Автор курса лекций «Человек в хроникальном фильме» в Высшем государственном институте кинематографии.
С конца декабря 1941 года — редактор отдела фронтовых съёмок Центральной студии кинохроники, — Главного управления кинохроники, в обязанности которого были творческое руководство фронтовыми съёмками, отсмотр и рецензирование поступающей с фронтов хроники. С июня 1942 года — также редактор в киногруппе Северо-Кавказского фронта. 
Своей принципиальной неутомимой работой заметно способствовал улучшению качества фронтовых съёмок и делу создания важнейших произведений документального кино.
Имеет серьёзные достижения в области воспитания фронтовых кинооператоров, которым он отдавал свои опыт и знания и оказывал творческую помощь на всех этапах войны.
В своих оценках и суждениях о материалах, поступающих от фронтовых групп, он был строг и принципиален, подчас жестковат, но при этом умел разглядеть даже в самых плохих и неудачных съёмках отдельные удачные моменты и непременно похвалить, поддержав автора в целом неудачного сюжета за самую маломальскую находку.«Цена кадра. Советская фронтовая кинохроника 1941—1945 гг.» 2010
Во многом благодаря его наставничеству, постоянной обратной связи с фронтовыми киногруппами хроника сумела отряхнуться от присущей ей эстетики парадности, переориентироваться прежде всего на правду. В материале фронтовых операторов он смог вовремя разглядеть новое, свежее, живое и поддержать смелые, неожиданные новации. В том, что подавляющее число фронтовых операторов, профессионально и человечески не готовых к работе во фронтовых условиях, выросли в больших мастеров своего дела — несомненная заслуга В. М. Попова.
В июне 1944 года утверждён старшим редактором Центральной студии документальных фильмов. В феврале 1945 года выступил на секции документального фильма в Московском Доме кино, где проанализировал болевые точки военной кинохроники в результате состоявшегося в 1944 году реформирования отрасли. 
С апреля 1947 года работал в качестве сценариста научно-популярного и документального кино.
Автор публикаций в журналах «Советское кино» и других изданиях.
Член Союза кинематографистов СССР с 1959 года.
Скончался 12 марта 1988 года в Москве.

### Семья
- отец — Михаил Николаевич Попов (1876— ?), родом из Тамбовской губернии, юрист, присяжный поверенный;
- мать — Александра Михайловна Попова (1882— ?), родом из Николаева;
- жена — Марина Александровна Вышеславцева (1910— ?)[3].

## Фильмография
- 1938 — За высокий урожай картофеля
- 1938 — Родная кровь / Переливание кров
- 1941 — В мире пресноводных (совместно с В. Лебедевым)
- 1945 — Берлин (автор дикторского текста совместно с Н. Шпиковским; в титрах не указан)
- 1946 — Белый клык (автор дикторского текста совместно с А. Згуриди)
- 1946 — Туркменистан (автор дикторского текста совместно с Е. Ивановым-Барковым)
- 1947 — Защита сельскохозяйственных культур от болезней
- 1947 — Зерносушение (2-я серия)
- 1948 — Кожный овод (совместно с Д. Савельевым)
- 1948 — Тайна куриного яйца
- 1948 — У истоков истины
- 1948 — Чегановские луговоды
- 1949 — Защита полевых культур от вредных насекомых
- 1949 — Иван Петрович Павлов
- 1949 — Лесная быль (автор дикторского текста совместно с А. Згуриди)
- 1950 — Советское семеноводство (автор дикторского текста)
- 1954 — Изобразительное искусство Китая (в музеях СССР)
- 1954 — Наступление на целину (совместно с Л. Антоновым)
- 1954 — Органо-минеральные смеси на поля
- 1955 — Колхоз на Кубани (совместно с Г. Бобровым; также автор дикторского текста)[11]
- 1955 — По следам невидимых врагов
- 1956 — Художник Врубель[12]
- 1957 — Искусство, рождённое Октябрём
- 1958 — Рокуэлл Кент
- 1960 — Дар американского художника (автор дикторского текста)
- 1960 — «Лениниана» скульптора Н. Андреева
- 1961 — Рассказ о почётном машинисте[13]
- 1962 — Бородино
- 1962 — Художник Дубинский
- 1962 — Художник Михаил Нестеров
- 1963 — Из истории «Железного потока» (совместно с Р. Хигеровичем)
- 1964 — Художник Н. Ярошенко
- 1965 — 10 минут на выставке
- 1965 — Призвание скульптора
- 1966 — Последнее творение Рембрандта
- 1967 — Вадим Рындин (художник театра)
- 1968 — Музыка в их жизни
- 1968 — Поёт Иван Петров (совместно с М. Кауфманом)[14]
- 1968 — Скульптор Янсон-Манизер (совместно с В. Томбергом)
- 1969 — Чернышевский (совместно с Ю. Чибряковым)

## Награды
- орден «Знак Почёта» (14 апреля 1944)[1];
- медаль «За оборону Москвы» (1944)[1];
- медаль «За трудовое отличие» (1944)[1];
- медаль «За доблестный труд в Великой Отечественной войне 1941—1945 гг.» (1945)[1];
- медаль «За победу над Японией» (1946)[3];
- медали СССР[1].

## Комментарии
1. ↑  В монографии «Плачьте, но снимайте! Советская фронтовая кинохроника 1941–1945 гг.» (2018) историк кино Валерий Фомин отмечает выдающуюся роль Попова в организации всей работы фронтовых киногрупп в годы войны[6].
2. ↑  Речь о реорганизации Центральной студии кинохроники в Центральную студию документальных фильмов и упразднении Главного управления кинохроники, произведённых в мае 1944 года в результате засекреченного постановления оргбюро ВКП(б) от 15 мая 1944 года «О производстве киножурналов и документальных фильмов»[8].